# 三河鉄道
三河鉄道株式会社（みかわてつどう）は、愛知県にかつて存在した鉄道事業者である。1941年に名古屋鉄道に合併された。
本項では、1927年に三河鉄道に合併された岡崎電気軌道株式会社（おかざきでんききどう）についても合わせて記述する。

## 歴史
1910年11月に刈谷出身の代議士三浦逸平や刈谷の有力者大野介蔵、太田平右衛門、高野松次郎らと大阪の才賀電機商会の才賀藤吉ら計31人が発起人となって、大浜町から高浜町を経て、刈谷駅で東海道線に接続し碧海郡役所のある知立町を結ぶ碧海軽便鉄道（軌間762mm 動力蒸気）を申請し、1911年7月に免許が下付された。
また、1911年3月には、才賀、井上徳三郎、三浦逸平らによる知挙軽便鉄道（軌間762mm 動力蒸気）が資本金36万円で申請し、 同年8月に知立 - 挙母（豊田市）の敷設免許が下付された。
鉄道建設の合理性から合併が妥当と判断され、1912年5月に創立総会が開催され、社名を三河鉄道とすること、軌間を762mmから1067mmに変更すること、武山勘七を社長とすること、資本金を50万円とすることが可決された。
1913年1月刈谷から大浜港までの工事に着手したが、不況により株式の払込が不調であり、また株主から経営者に対する不満から武山勘七は社長を辞任。久保扶桑にかわった。1914年2月に刈谷新駅 - 大浜港駅間が、1915年10月刈谷新駅 - 知立駅（現在の三河知立駅）間が開業して旧碧海軽便鉄道区間が全通した。ただその間社内では1914年9月に久保が死去、さらに事業不振の責任をとって役員全員が辞任するという事態が生じていた。困った株主達は発足当初から株主として参加していた神谷傳兵衛に社長の就任を要請し1916年4月になり神谷は社長となった。
1916年11月に臨時株主総会が開催され、越戸まで路線を延長するため資本金を125万円にすることが可決された。そして神谷自ら沿線町村をまわり株の引受を依頼し応募は順調にすすんだ。路線は1920年7月から順次開通して同年中に挙母駅に達し、1922年1月に越戸駅まで開通した。開通してまもなく財政を立て直した神谷は4月に死去した。しばらくの間社長は空席状態が続き、専務に東京渡辺銀行の渡辺勝三郎がついた。1924年2月には増資して資本金を525万円とすることにして北は足助町、南は蒲郡町への延長と既設線の電化を決定した。1926年11月になり2代目神谷傳兵衛が社長に、専務には電気鉄道経営の専門家として伊那電気鉄道社長の伊原五郎兵衛がついた。1926年9月に神谷傳兵衛の出身地である松木島まで延長され、その功績をたたえて駅名を神谷とした。その後1928年には三河吉田駅（現在の吉良吉田駅）、1929年には三河鳥羽駅、1936年には蒲郡駅まで開通した。
一方、1927年7月に岡崎電気軌道を合併して岡崎進出を果たし、資本金は625万円となっていたが、この時期の三河鉄道は路線延長や電化による設備投資により多額の債務を抱えており、くわえて不況に見舞われることになり経営は苦境に立っていた。
このため三河鉄道は愛知電気鉄道（愛電）との合併を画策し、東邦電力に斡旋を依頼した。1930年4月に合併契約書の調印にこぎつけたが、愛電の経理担当者が三河鉄道が粉飾決算をして利益を計上していることを発見したため大問題となり、愛電は合併契約破棄を宣言した。窮地に立った神谷らは私財提供による粉飾決算の是正を申出たが愛電の藍川清成はこれを拒否。1931年6月の株主総会で合併取消を決議してしまった。
この粉飾決算のなかには三河鉄道が出資している新三河鉄道への融資金の流用があった。1929年に新三河鉄道は日本興業銀行より40万円の融資を受けたがうち20万円を三河鉄道が流用していた。その後10万円は返済したが10万円は返済不能となってしまい、このため1931年に興銀から派遣された半田貢、鈴木均平が取締役 となり三河鉄道は銀行管理となってしまう。1934年7月には1/4減資を断行資本金468万7500円 となる。

### 年表

#### 三河鉄道
- 1911年（明治44年）
  - 7月18日 - 碧海軽便鉄道に対し鉄道免許状下付（知立-大浜間）[5]。
  - 8月5日 - 知挙軽便鉄道に対し鉄道免許状下付（知立-挙母間）[7]。
- 1912年（明治45年）5月30日 - 三河鉄道設立[22][23]。
- 1914年（大正3年）
  - 2月5日 - 刈谷新駅 - 大浜港駅（現在の碧南駅）間開業[24]。
  - 9月4日 - 鉄道免許状下付（西加茂郡挙母町-同郡猿投村間）[25]。
- 1915年（大正4年）
  - 8月17日 - 新川町駅 - 新川口駅間（新川口支線）開業（貨物運輸）[26]。
  - 10月28日 - 知立駅（現在の三河知立駅） - 刈谷新駅間開業[27]。
  - 11月29日 - 大浜港駅 - 大浜口駅間（大浜口支線）が開業[28]。
- 1920年（大正9年）
  - 7月5日 - 知立駅（現在の三河知立駅） - 土橋駅間開業[29]。
  - 8月31日 - 土橋駅 - 上挙母駅間が開業[30]。
  - 11月1日 - 上挙母駅 - 挙母駅（現在の豊田市駅）間が開業[31]。
  - 12月2日 - 鉄道免許状下付（碧海郡大浜町-宝飯郡蒲郡町間）[32]
- 1921年（大正10年）11月2日 - 鉄道免許状下付（西加茂郡猿投村-東加茂郡足助町間）[33]
- 1922年（大正11年）1月17日 - 挙母駅 - 越戸駅間開業[34]。
- 1924年（大正13年）10月31日 - 越戸駅 - 猿投駅間開業[35]。
- 1926年（大正15年）
  - 2月5日 - 大浜港駅 - 猿投駅間電化[22]。
  - 9月1日 - 大浜港駅 - 神谷駅（後の松木島駅）間開業、大浜口支線の哩程を0.1マイル（約160m）短縮[36]。
- 1927年（昭和2年）
  - 1月18日 - 岡崎電気軌道との合併契約を締結[37][注釈 5]。
  - 2月15日 - 株主総会で合併が承認される[38][39]。
  - 2月16日 - 債権者保護手続として合併の公告が行われる[38][注釈 6]。
  - 6月1日 - 鉄道省に合併が認可される[14][40]。
  - 7月19日 - 岡崎電気軌道を合併[14]（7月30日登記[39][注釈 7]）。
  - 8月26日 - 猿投駅 - 枝下駅間開業[41]。
  - 9月17日 - 枝下駅 - 三河広瀬駅間開業[42]。
  - 12月27日 - 尾三鉄道から碧海郡明治村 - 碧海郡高浜町の免許を譲り受ける[43][40]。
- 1928年（昭和3年）
  - 1月22日 - 三河広瀬駅 - 西中金駅間開業[44]。
  - 8月25日 - 神谷駅 - 三河吉田駅（現在の吉良吉田駅）間が開業[45]。
- 1929年（昭和4年）
  - 8月11日 - 三河吉田駅 - 三河鳥羽駅間が開業[46]。
  - 12月18日 -  三河岩脇駅 - 上挙母駅間開業[47]。当初より1500V電化。大樹寺 - 三河岩脇間の架線電圧も600Vから1500Vに昇圧されるが、三河岩脇 - 門立間は600Vで取り残される。
- 1931年（昭和6年）
  - 7月3日 -  鉄道免許状下付（碧海郡上郷村-西加茂郡挙母町）[48]
  - 8月15日 鉄道免許取消（額田郡岩津町門立-東加茂郡松平村九久平間 指定ノ期限マテニ工事竣工ササルタメ）[49][注釈 8]。
- 1934年（昭和9年） - 岡崎線上挙母から岡崎駅前まで直通ガソリンカーの運転開始（瓦斯倫併用認可昭和9年7月30日）[50]。
- 1935年（昭和10年）7月3日 -  鉄道免許失効（碧海郡上郷村-西加茂郡挙母町）[51]
- 1936年（昭和11年）
  - 7月24日 - 三河鳥羽駅 - 三河鹿島駅間が開業[52]（三河鳥羽駅以東は非電化）。
  - 11月10日 - 三河鹿島駅 - 蒲郡駅間が開業[53]。
- 1937年（昭和12年）12月16日 - 新三河鉄道から西加茂郡挙母町 - 名古屋市昭和区広路町の免許を譲り受ける[54][注釈 9]。
- 1938年（昭和13年）5月1日 - 門立支線休止[4]。
- 1939年（昭和14年）10月3日 - 門立支線廃止[55]。
- 1941年（昭和16年）
  - 6月1日 - 名古屋鉄道が三河鉄道を合併[56]。
  - ガソリン統制からガソリンカーによる1500V線区と600V線区の直通運転を休止。

#### 岡崎電気軌道
- 1898年（明治31年）
  - 2月14日 - 「岡崎馬車鉄道」設立[4]。
  - 12月28日 - 開通式[4][57]
- 1899年（明治32年）1月1日 - 岡崎停車場（後、岡崎駅前） - 明大寺間開業[58][59][注釈 10]。軌間762mmの単線軌道。
- 1907年（明治40年）6月22日 - 康生町まで延伸[4]。
- 1911年（明治44年）10月2日 - 電気鉄道への脱皮を計画し、社名を岡崎電気軌道と改称[60]。
- 1912年（大正元年）8月31日 - 電気鉄道の運転開始。同時に1067mm軌間へ改軌[4]。
- 1921年（大正10年）8月10日 - 軌道特許状下付（岡崎市康生町-同市井田町間）[61]。
- 1922年（大正11年）
  - 4月20日 鉄道免許状下付（岡崎市井田町-東加茂郡松平村間）[62]。
  - 岡崎停車場 - 殿橋（後、岡崎殿橋）間複線化。
- 1923年（大正12年）9月8日 - 康生町駅 - 岡崎井田駅間延伸[63]。
- 1924年（大正13年）12月27日 岡崎井田駅 - 大樹寺駅 - 門立駅間開業[64]。
- 1926年（大正15年）9月29日 鉄道免許状下付（額田郡岩津村-西加茂郡挙母村間）[65]。
- 1927年（昭和2年）7月19日 - 三河鉄道への合併により解散（7月29日登記[39]）。

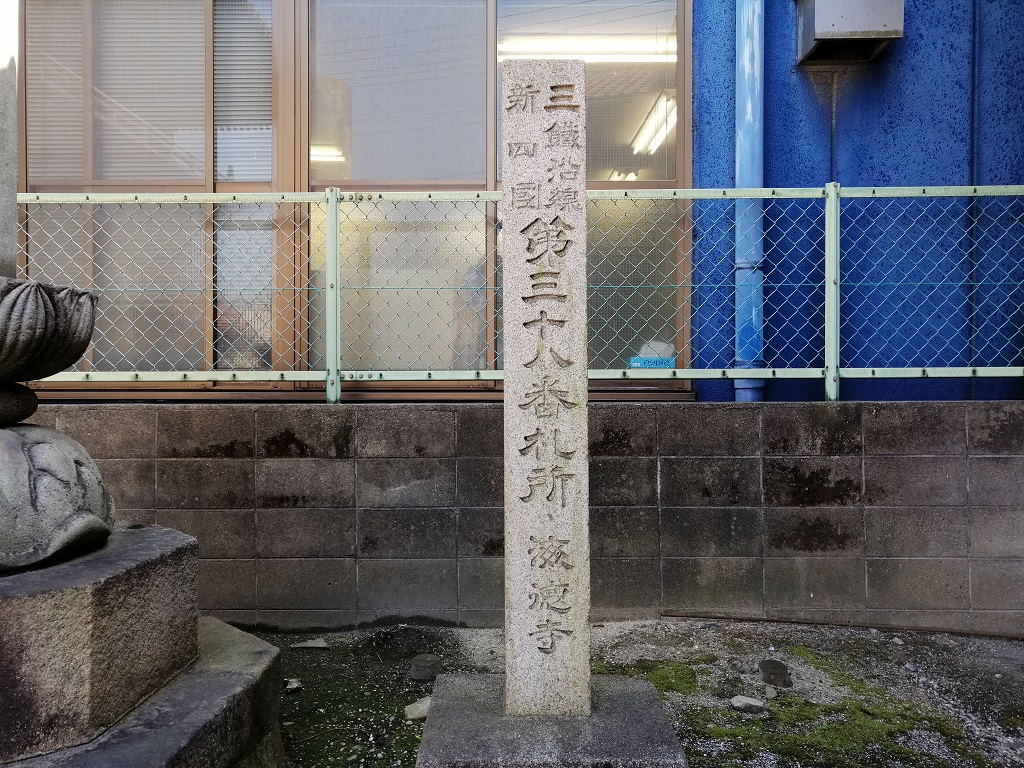
海徳寺 (碧南市)にある「三鐵沿線」の文字の入った石柱

## 保有路線

路線図

碧海西部より南北に延びる三河本線と、挙母と岡崎とを結ぶ岡崎線の2線区を有した。前者の開業当初は単に三河鉄道線、三河線などと呼ばれていたが、岡崎電軌を合併し同社線を岡崎線とした頃より「三河本線」「本線」などの路線名が付されるようになった。
岡崎線は岡崎井田駅を境に南部が軌道線（軌道法）、北部が鉄道線（地方鉄道法）である。広義にはその両方を指すが、鉄道線区間のみ、あるいは運用上の境界駅である大樹寺駅以北を狭義の岡崎線とすることもあり、路面電車区間は「軌道線」「市内線」「岡崎市内線」などの名でも呼ばれた。
保有路線
- 三河本線（→名鉄三河線・名鉄蒲郡線）
  - 本線： 蒲郡駅 - 西中金駅 81.7 km
  - 新川臨港線：新川町駅 - 新川口駅 0.6 km
  - 大浜臨港線：大浜港駅 - 大浜口駅 0.3 km
- 岡崎線
  - 鉄道線区間：上挙母駅 - 岡崎井田駅 11.4 km（→名鉄挙母線）
  - 軌道線区間：岡崎駅前駅 - 岡崎井田駅 5.9 km（→名鉄岡崎市内線）

廃止路線
- 門立支線：三河岩脇駅 - 門立駅 1.5 km … 1938年（昭和13年）5月1日休止、1939年（昭和14年）10月3日廃止

## 車両

### 1500V線区
三河本線の三河鳥羽 - 西中金間、岡崎線の上挙母 - 大樹寺間で使用された車両は以下の通り。
- デ100形/クハ50形/クハ60形電車
- デ200形電車 - 伊那電気鉄道から購入
- デ300形電車
- デ400形電車
- サハ21号/デ150形電車 - 筑波鉄道から購入
- サハフ31号電車 - 筑波鉄道から購入
- サハフ35号/36号電車 - 鉄道省から購入
- サハフ41号電車 - 鉄道省から購入
- サハフ45号電車 - 岡崎電気軌道から承継
- キ10形電気機関車 - うち1両は一畑電気鉄道から購入

### 600V線区
岡崎線の岡崎駅前 - 大樹寺間で使用された車両は以下の通り。
- 木造単車（1-12） - 岡崎電気軌道から承継
- 100形電車 - 岡崎電気軌道から承継
- 200形電車 - 岡崎電気軌道から承継
- デワ1形電車
- 散水車 - 岡崎電気軌道から承継、名鉄ミ1形電車を参照

### 非電化線区
三河本線の蒲郡 - 三河鳥羽間で使用された車両は以下の通り。
- キ10形気動車 - 非電化線区が開業する1936年までは、1500V線区と600V線区の直通運転に用いられていた。
- キ50形気動車
- キ80形気動車
- 709号蒸気機関車 - 鉄道省から購入

### 名鉄合併前に廃形式
1926年から1936年までの間は非電化線区が存在しなかったため、三河本線大浜港 - 猿投間で電化前に使用されていた蒸気機関車・客車・蒸気動車は一旦全廃されている。
- 120号/122号蒸気機関車 - 鉄道院から購入
- 1104号/1109号/1270号蒸気機関車 - 鉄道院および秩父鉄道から購入
- 1号/4号蒸気機関車 - 大阪高野鉄道および秩父鉄道から購入
- ハ20形/ハ30形/ハブ40形客車 - 甲武鉄道から購入
- 101号蒸気動車 - 日本の気動車史を参照

## 車両基地
- 刈谷車庫 - 1500V線区
- 岡崎車庫 - 600V線区
- 西浦車庫 - 非電化線区